# Renato Bruson

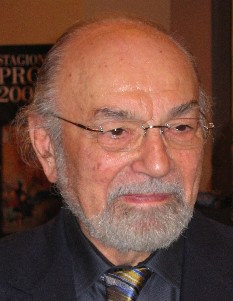
Renato Bruson en 2008.

Renato Bruson (né le 13 janvier 1934 ou le 13 janvier 1936, à Granze dans la province de Padoue, en Vénétie) est un baryton italien.

## Biographie
Après des études de chimie, il s'oriente vers la carrière lyrique et 
étudie à Parme avec Elena Fava-Ceriati. Il fait ses débuts en 1961 au Festival de Spolète, dans le rôle du Comte de Luna dans Il trovatore. Il chante alors dans toute l'Italie (début à La Scala en 1972) et dans plusieurs théâtres lyriques d'Europe (Vienne, Munich, Francfort, Bruxelles, Monte-Carlo, Paris, Orange, etc).
Une carrière internationale se dessine également avec des débuts au Metropolitan Opera de New York en 1968, au Royal Opera House de Londres en 1975, parait également à San Francisco,  Chicago, Buenos Aires, etc.
Il participe à plusieurs reprises d'opéras de Donizetti, notamment Belisario, Linda di Chamounix, Gemma di Vergy, Torquato Tasso, Maria di Rohan, Caterina Cornaro, et se
spécialise dans les rôles dits de « baryton Verdi », avec de nombreuses apparitions sur les scènes lyriques internationales dans Nabucco, Macbeth, Attila, Luisa Miller, Rigoletto, La traviata, Simon Boccanegra, Un ballo in maschera, La forza del destino, Don Carlo, Falstaff.
Artiste exigeant avec lui-même, un des rares barytons italiens à avoir repris la tradition belcantiste de chanteurs tels Mattia Battistini et Giuseppe De Luca, et pour cette raison a mis du temps à s'imposer. Il a abordé la mise en scène en 1986, à Naples, avec Simon Boccanegra.